# Eduard Schleich den äldre

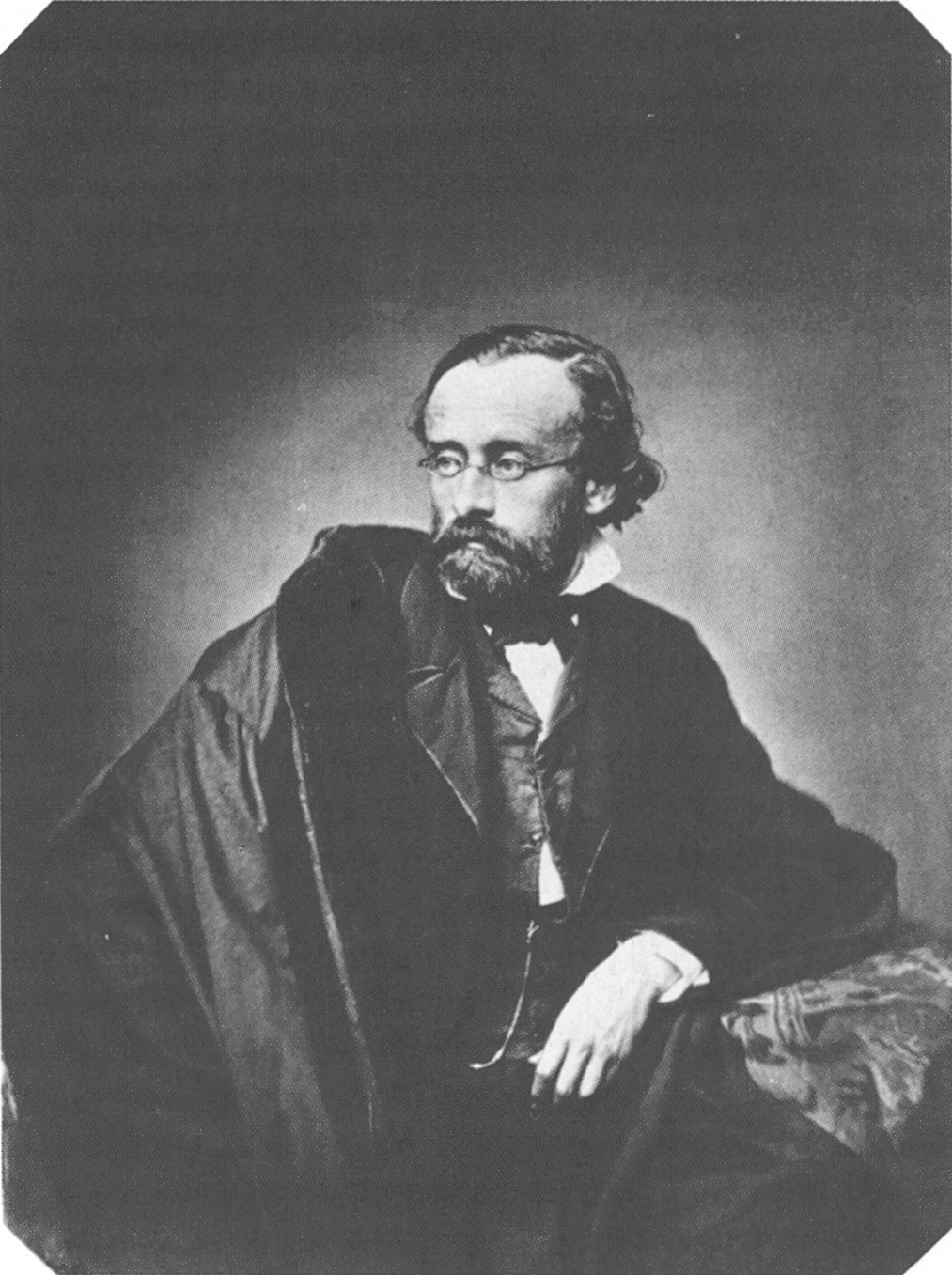
Eduard Schleich den äldre.

Eduard Schleich den äldre, född den 12 oktober 1812 i Haarbach vid Landshut (Bayern), död den 8 januari 1874 i München, var en tysk landskapsmålare, far till Eduard Schleich den yngre.
Schleich bortvisades, såsom "saknande anlag", från konstakademien i München (där han senare blev professor), men utbildade sig på egen hand, dels genom vidsträckta resor, dels genom studier av de gamla holländska landskapsmålarna (Jan van Goyen, Aert van der Neer med flera), varjämte intryck av fransk konst främjade hans utveckling. 
Under sina många fotvandringar tröttnade han aldrig på att iaktta luft- och ljusverkningar, och hans insats i sydtysk konst som framstående förelöpare till det senare stämningsmåleriet ligger just i betoningen av ljus- och färgspelet. I början målade han bayersk höglandsnatur, men alp- och skogslandskapet låg ej för hans talang, och snart fann han sitt eget, rätta fält. 
Gång på gång tolkar han det närliggande eller undanskynda. Än återger han slättbygden (ofta med väderkvarnar) i solsken och regn, i gryning och skymning, än vattendrag i månsken och med säfven vajande för vinden. Solstrålarnas kamp med dimman eller segrande frambrott genom tunga ovädersmoln tycker han särskilt om att framhålla. 
Motiven är hämtade företrädesvis från Isars stränder, Dachauer moos och trakten kring Starnbergsjön, men även Venedigs kanaler och laguner lockar hans känsliga pensel, och stämningsbilderna från Normandie och Nordsjökustens dyner visar likaledes, hur förträffligt han kan framställa det atmosfäriska. 
Hans ej sällan svårmodiga, bredt och skissartat målade tavlor präglades av en originalitet, som efter hand vann stort anseende över hela Tyskland och ledde till åtskillig imitation, och hans skicklighet urartade emellanåt till för mycken rutin, men minskade ej köplusten. Benämningen "Tysklands Constable" om Schleich torde vara ganska missvisande. 
Bland Schleichs många verk kan nämnas Dimmig morgon vid Starnbergsjön (1860, Schacks galleri i München), Isardalen (samma år, Münchens pinakotek) och Månskensnatt vid Rotterdam (Germanisches Museum, Nürnberg). För övrigt är han rikligt representerad på flera ställen i Tyskland. Schleich var bland annat ledamot av Akademien för de fria konsterna. 